# Mistrzostwa Japonii w Łyżwiarstwie Figurowym 2014
Mistrzostwa Japonii w łyżwiarstwie figurowym 2014 – 82. zawody mające na celu wyłonienie najlepszych łyżwiarzy figurowych w Japonii. W ramach mistrzostw Japonii rozgrywano m.in.:
- Mistrzostwa Japonii Seniorów – 20–23 grudnia 2013 w Saitamie,
- Mistrzostwa Japonii Juniorów – 22–24 listopada 2014 w Nagoi.

## Wyniki

### Kategoria seniorów

#### Soliści
| Poz.                                 | Zawodnik          | Nota łączna | SP | SP     | FS | FS     |
| ------------------------------------ | ----------------- | ----------- | -- | ------ | -- | ------ |
| 1                                    | Yuzuru Hanyū      | 297,80      | 1  | 103,10 | 1  | 194,70 |
| 2                                    | Tatsuki Machida   | 277,04      | 2  | 93,22  | 2  | 183,82 |
| 3                                    | Takahiko Kozuka   | 264,81      | 3  | 90,70  | 4  | 174,11 |
| 4                                    | Nobunari Oda      | 256,47      | 5  | 77,72  | 3  | 178,75 |
| 5                                    | Daisuke Takahashi | 252,81      | 4  | 82,57  | 5  | 170,24 |
| 6                                    | Takahito Mura     | 216,72      | 8  | 71,25  | 6  | 145,47 |
| 7                                    | Shōma Uno         | 216,49      | 6  | 72,15  | 7  | 144,34 |
| 8                                    | Keiji Tanaka      | 211,52      | 7  | 71,78  | 10 | 139,74 |
| 9                                    | Yōji Tsuboi       | 208,58      | 10 | 67,22  | 8  | 141,36 |
| 10                                   | Daisuke Murakami  | 205,86      | 13 | 65,71  | 9  | 140,15 |
| 11                                   | Kento Nakamura    | 205,49      | 9  | 69,16  | 11 | 136,33 |
| 12                                   | Ryujyu Hino       | 191,20      | 14 | 64,18  | 10 | 139,74 |
| 13                                   | Akio Sasaki       | 188,38      | 12 | 65,73  | 13 | 122,65 |
| 14                                   | Sōta Yamamoto     | 170,62      | 11 | 65,90  | 19 | 104,72 |
| 15                                   | Taichi Honda      | 170,47      | 15 | 59,34  | 15 | 111,13 |
| 16                                   | Koshin Yamada     | 161,37      | 19 | 49,89  | 14 | 111,48 |
| 17                                   | Takuya Kondoh     | 161,27      | 17 | 51,80  | 16 | 109,47 |
| 18                                   | Daisuke Isozaki   | 158,77      | 18 | 51,62  | 18 | 107,15 |
| 19                                   | Kosuke Nozoe      | 156,02      | 16 | 53,89  | 20 | 102,13 |
| 20                                   | Kazuki Tomono     | 155,30      | 20 | 47,98  | 17 | 107,32 |
| 21                                   | Kohei Yoshino     | 136,14      | 21 | 47,90  | 24 | 88,24  |
| 22                                   | Takumi Yamamoto   | 134,95      | 22 | 45,93  | 23 | 89,02  |
| 23                                   | Masaki Kondo      | 134,57      | 23 | 43,16  | 22 | 91,41  |
| 24                                   | Takaya Hashizume  | 133,68      | 24 | 42,10  | 21 | 91,58  |
| Nie awansowali do programu dowolnego |                   |             |    |        |    |        |
| 25                                   | Yuya Tamada       | NQ          | 25 | 40,55  | NQ | NQ     |
| 26                                   | Kota Tadano       | NQ          | 26 | 38,38  | NQ | NQ     |
| 27                                   | Ryoichi Eguchi    | NQ          | 27 | 37,96  | NQ | NQ     |
| 28                                   | Ryo Norimatsu     | NQ          | 28 | 35,38  | NQ | NQ     |
| 29                                   | Kento Suginaka    | NQ          | 29 | 35,19  | NQ | NQ     |

#### Solistki
| Poz.                                 | Zawodniczka     | Nota łączna | SP | SP    | FS | FS     |
| ------------------------------------ | --------------- | ----------- | -- | ----- | -- | ------ |
| 1                                    | Akiko Suzuki    | 215,18      | 2  | 70,19 | 1  | 144,99 |
| 2                                    | Kanako Murakami | 202,52      | 3  | 67,42 | 2  | 135,10 |
| 3                                    | Mao Asada       | 199,50      | 1  | 73,01 | 3  | 126,49 |
| 4                                    | Satoko Miyahara | 191,58      | 4  | 66,52 | 5  | 125,06 |
| 5                                    | Haruka Imai     | 186,16      | 6  | 60,63 | 4  | 125,53 |
| 6                                    | Rika Hongo      | 176,31      | 7  | 59,25 | 6  | 117,06 |
| 7                                    | Miki Andō       | 171,12      | 5  | 64,87 | 9  | 106,25 |
| 8                                    | Mariko Kihara   | 160,10      | 8  | 56,35 | 10 | 103,75 |
| 9                                    | Yura Matsuda    | 158,29      | 14 | 50,94 | 7  | 107,35 |
| 10                                   | Miyabi Oba      | 157,17      | 10 | 55,07 | 13 | 102,10 |
| 11                                   | Miyu Nakashio   | 156,86      | 11 | 54,65 | 12 | 102,21 |
| 12                                   | Mai Mihara      | 152,50      | 20 | 45,51 | 8  | 106,99 |
| 13                                   | Riona Katō      | 152,37      | 13 | 53,72 | 14 | 98,65  |
| 14                                   | Saya Ueno       | 151,92      | 12 | 54,27 | 15 | 97,65  |
| 15                                   | Kaori Sakamoto  | 151,85      | 9  | 56,29 | 16 | 95,56  |
| 16                                   | Ayaka Hosoda    | 151,24      | 18 | 47,86 | 11 | 103,38 |
| 17                                   | Kana Muramoto   | 141,79      | 16 | 49,70 | 17 | 92,09  |
| 18                                   | Yukiko Fujisawa | 138,88      | 15 | 50,37 | 19 | 88,51  |
| 19                                   | Kako Tomotaki   | 137,50      | 19 | 47,03 | 18 | 90,47  |
| 20                                   | Kaho Komaki     | 136,24      | 17 | 48,71 | 21 | 87,53  |
| 21                                   | Yuki Nishino    | 133,42      | 21 | 45,49 | 20 | 87,93  |
| 22                                   | Shion Kokubun   | 131,51      | 23 | 45,16 | 22 | 86,35  |
| 23                                   | Risa Shoji      | 127,50      | 22 | 45,43 | 23 | 82,07  |
| 24                                   | Ayana Yasuhara  | 114,51      | 24 | 44,67 | 24 | 69,84  |
| Nie awansowali do programu dowolnego |                 |             |    |       |    |        |
| 25                                   | Saya Suzuki     | NQ          | 25 | 44,11 | NQ | NQ     |
| 26                                   | Sakura Yamada   | NQ          | 26 | 43,45 | NQ | NQ     |
| 27                                   | Ibuki Mori      | NQ          | 27 | 43,41 | NQ | NQ     |
| 28                                   | Shiori Tanikawa | NQ          | 28 | 41,83 | NQ | NQ     |
| 29                                   | Mayuko Okamoto  | NQ          | 29 | 41,10 | NQ | NQ     |
| 30                                   | Mayu Yamamoto   | NQ          | 30 | 39,58 | NQ | NQ     |

#### Pary sportowe
| Poz. | Zawodnicy                         | Nota łączna | SP | SP    | FS | FS    |
| ---- | --------------------------------- | ----------- | -- | ----- | -- | ----- |
| 1    | Narumi Takahashi / Ryuichi Kihara | 149,48      | 1  | 54,62 | 1  | 94,86 |

#### Pary taneczne
| Poz. | Zawodnicy                           | Nota łączna | SD | SD    | FD | FD    |
| ---- | ----------------------------------- | ----------- | -- | ----- | -- | ----- |
| 1    | Cathy Reed / Chris Reed             | 142,87      | 1  | 55,51 | 1  | 87,36 |
| 2    | Emi Hirai / Marien de la Asuncion   | 134,98      | 2  | 53,01 | 2  | 81,97 |
| 3    | Shizuru Agata / Kentarō Suzuki      | 92,29       | 3  | 37,32 | 3  | 54,97 |
| 4    | Chinatsu Nakazawa / Kokoro Mizutani | 76,47       | 4  | 31,27 | 4  | 45,20 |

### Kategoria juniorów

#### Soliści
| Poz.                                 | Zawodnik           | Nota łączna | SP | SP    | FS | FS     |
| ------------------------------------ | ------------------ | ----------- | -- | ----- | -- | ------ |
| 1                                    | Keiji Tanaka       | 215,29      | 1  | 75,93 | 1  | 139,36 |
| 2                                    | Shōma Uno          | 206,10      | 2  | 71,61 | 3  | 134,49 |
| 3                                    | Ryujyu Hino        | 196,67      | 4  | 59,69 | 2  | 136,98 |
| 4                                    | Taichi Honda       | 170,45      | 5  | 57,33 | 4  | 113,12 |
| 5                                    | Sōta Yamamoto      | 166,10      | 3  | 62,28 | 10 | 103,82 |
| 6                                    | Kazuki Tomono      | 165,75      | 7  | 53,88 | 5  | 111,87 |
| 7                                    | Sei Kawahara       | 164,94      | 6  | 57,06 | 8  | 107,88 |
| 8                                    | Shu Nakamura       | 162,87      | 10 | 51,63 | 6  | 111,24 |
| 9                                    | Tsunehito Karakawa | 158,31      | 8  | 52,05 | 9  | 106,26 |
| 10                                   | Hidetsugu Kamata   | 153,68      | 17 | 45,69 | 7  | 107,99 |
| 11                                   | Hiroaki Satō       | 152,88      | 11 | 51,08 | 12 | 101,80 |
| 12                                   | Kento Kobayashi    | 149,71      | 16 | 45,96 | 11 | 103,75 |
| 13                                   | Naoya Watanabe     | 143,47      | 13 | 49,90 | 14 | 93,57  |
| 14                                   | Yoji Nakano        | 141,65      | 12 | 50,09 | 16 | 91,56  |
| 15                                   | Junsuke Tokikuni   | 138,05      | 21 | 43,33 | 13 | 94,72  |
| 16                                   | Kotaro Takeuchi    | 137,07      | 15 | 47,04 | 17 | 90,02  |
| 17                                   | Koshiro Shimada    | 136,88      | 19 | 44,50 | 15 | 92,38  |
| 18                                   | Junya Watanabe     | 136,46      | 9  | 51,99 | 19 | 84,47  |
| 19                                   | Ryoichi Yuasa      | 131,28      | 14 | 48,96 | 21 | 82,32  |
| 20                                   | Tyo Sagami         | 128,75      | 24 | 42,61 | 18 | 86,14  |
| 21                                   | Taichiro Yamakuma  | 126,61      | 22 | 43,09 | 20 | 83,52  |
| 22                                   | Kousuke Nakano     | 125,88      | 18 | 45,45 | 23 | 80,43  |
| 23                                   | Shion Kamada       | 124,88      | 20 | 44,25 | 22 | 80,63  |
| 24                                   | Shoya Ichihashi    | 119,69      | 23 | 42,82 | 24 | 76,97  |
| Nie awansowali do programu dowolnego |                    |             |    |       |    |        |
| 25                                   | Keiichiro Sasahara | NQ          | 25 | 42,44 | NQ | NQ     |
| 26                                   | Kazuki Kushida     | NQ          | 26 | 41,75 | NQ | NQ     |
| 27                                   | Naoki Oda          | NQ          | 27 | 41,24 | NQ | NQ     |
| 28                                   | Sena Miyake        | NQ          | 28 | 40,25 | NQ | NQ     |

#### Solistki
| Poz.                                 | Zawodnik       | Nota łączna | SP | SP    | FS | FS     |
| ------------------------------------ | -------------- | ----------- | -- | ----- | -- | ------ |
| 1                                    | Rika Hongo     | 163,12      | 3  | 52,84 | 1  | 110,28 |
| 2                                    | Mai Mihara     | 153,85      | 2  | 53,19 | 5  | 100,66 |
| 3                                    | Yura Matsuda   | 151,61      | 4  | 51,57 | 7  | 100,04 |
| 4                                    | Mariko Kihara  | 150,74      | 1  | 53,74 | 8  | 97,00  |
| 5                                    | Marin Honda    | 150,05      | 13 | 45,81 | 2  | 104,24 |
| 6                                    | Kaori Sakamoto | 148,78      | 8  | 47,14 | 4  | 101,64 |
| 7                                    | Riona Katō     | 147,33      | 14 | 45,28 | 3  | 102,05 |
| 8                                    | Wakaba Higuchi | 142,81      | 19 | 42,37 | 6  | 100,44 |
| 9                                    | Rin Nitaya     | 140,76      | 7  | 47,72 | 12 | 93,04  |
| 10                                   | Rika Oya       | 139,91      | 15 | 44,10 | 10 | 95,81  |
| 11                                   | Mei Itō        | 139,75      | 12 | 46,08 | 11 | 93,67  |
| 12                                   | Yuhana Yokoi   | 136,73      | 23 | 40,84 | 9  | 95,89  |
| 13                                   | Miu Suzaki     | 136,73      | 6  | 48,25 | 14 | 88,48  |
| 14                                   | Kokoro Iwamoto | 134,22      | 10 | 46,52 | 15 | 87,70  |
| 15                                   | Yuna Aoki      | 134,16      | 5  | 50,03 | 18 | 84,13  |
| 16                                   | Hina Takeno    | 131,75      | 21 | 41,55 | 13 | 90,02  |
| 17                                   | Miyu Nishizaka | 129,60      | 11 | 46,26 | 19 | 88,48  |
| 18                                   | Rei Sagami     | 127,67      | 20 | 41,84 | 16 | 85,83  |
| 19                                   | Yuka Nagai     | 125,97      | 24 | 40,54 | 17 | 85,43  |
| 20                                   | Emiri Nagata   | 124,79      | 9  | 46,97 | 22 | 77,82  |
| 21                                   | Reimi Tsuboi   | 124,69      | 16 | 44,06 | 20 | 80,63  |
| 22                                   | Mayako Matsuno | 121,17      | 18 | 43,28 | 21 | 77,89  |
| 23                                   | Mone Kawanishi | 117,46      | 22 | 40,95 | 23 | 76,51  |
| 24                                   | Reia Funasako  | 115,61      | 17 | 43,76 | 24 | 71,85  |
| Nie awansowali do programu dowolnego |                |             |    |       |    |        |
| 25                                   | Ami Dobashi    | NQ          | 25 | 40,36 | NQ | NQ     |
| 26                                   | Eriko Yamakuma | NQ          | 26 | 40,11 | NQ | NQ     |
| 27                                   | Haruna Suzuki  | NQ          | 27 | 39,47 | NQ | NQ     |
| 28                                   | Makika Saito   | NQ          | 28 | 36,48 | NQ | NQ     |
| 29                                   | Asuka Kaizu    | NQ          | 29 | 34,09 | NQ | NQ     |

#### Pary sportowe
| Poz. | Zawodnicy                          | Nota łączna | SD | SD    | FD | FD    |
| ---- | ---------------------------------- | ----------- | -- | ----- | -- | ----- |
| 1    | Sumire Sutō / Konstantin Chizhikov | 111,35      | 1  | 39,74 | 1  | 71,61 |
| 2    | Ami Koga / Francis Boudreau-Audet  | 107,32      | 2  | 37,80 | 2  | 69,52 |

#### Pary taneczne
| Poz. | Zawodnicy                      | Nota łączna | SD | SD    | FD | FD    |
| ---- | ------------------------------ | ----------- | -- | ----- | -- | ----- |
| 1    | Shizuru Agata / Kentaro Suzuki | 98,22       | 1  | 41,84 | 1  | 56,38 |
| 2    | Kumiko Maeda / Aru Tateno      | 85,06       | 2  | 34,78 | 2  | 50,28 |